# Миосателлит
Миосателлит (греч. μυος — мышца, лат. satelles — спутник, сателлитная мышечная клетка, миосателлитоцит) — одноядерная взрослая стволовая клетка мышечной ткани. Миосателлиты расположены между базальной ламиной и клеточной мембраной (сарколеммой) скелетного мышечного волокна и являются главными участниками постнатального мышечного роста.
Впервые описаны в 1961 году. Обнаружение клеток позволило объяснить причину роста числа ядер и размера миофибрилл без видимых ядерных делений. В нормальных условиях миосателлиты митотически инертны, активизируются только при постнатальном росте и регенерации мышцы. Активизация происходит в ответ на повреждение или физические упражнения и клетки начинают делиться, проходят через самообновление и дифференцировку, превращаясь в зрелую мышечную клетку.
Установлено, что большинство сателлитных клеток происходят из центральной части дермомиотома сомита. Для стволовых клеток характерна способность к самообновлению без сопутствующей дифференцировки.
Примером миосателлита могут служить клетки Sca1 сердечной мышцы. Примерно пять процентов клеток сердечной мышцы обновляется  в течение 18 месяцев путём регенерации . 